# コマチアイト
コマチアイト（英: komatiite）は超苦鉄質マントルに由来すると考えられる火山岩の一種。
名前は南アフリカのコマチ川に由来する。

## 性質・特徴
マグネシウム分が18%以上と高く、シリカ他の成分が少ない特徴を持つため、カリウム他に富むキンバーライトとも異なる。太古代の岩石がほとんどで、変成作用を受けている。このマグマの溶融点は1,600℃で玄武岩より高く、このことから当時の地球内部は現代より高温であったと推定される。
アルミニウムの有無で2種類に分けられる。これはマントル内部での部分溶融の程度による。
| 成分  | コマチアイト |
| ----- | ------------ |
| SiO2  | 45.8         |
| TiO2  | 0.30         |
| Al2O3 | 7.30         |
| Cr2O3 | 0.20         |
| Fe2O3 | ―            |
| FeO   | 11.2         |
| MnO   | ―            |
| MgO   | 26.1         |
| CaO   | 7.60         |
| Na2O  | 0.70         |
| K2O   | 0.10         |
| P2O5  | ―            |
| 合計  | 99.3         |

コマチアイト溶岩は流動性が著しく、割れ目に入り込み、厚い堆積層をつくらなかった。ただし、シル状に500メートルの厚さを持つ場合があり、ニッケル、コバルト、金に富むため、オーストラリア、カナダ、南アフリカ、ガイアナ楯状地で、鉱床価値が高い。